# 모토요시역
모토요시역(일본어: 本吉駅)은 일본 미야기현 게센누마시에 위치한 동일본 여객철도 게센누마 선의 철도역이다. 섬식 승강장 1면 2선의 구조를 갖춘 지상역이며, 2011년 3월에 발생한 동일본 대지진으로 인해 열차 운행이 중단된 상태이다. 현재는 BRT로 대체 운행되고 있다. 2020년 4월 1일, 야나이즈 역 - 게센누마 역 간의 철도 사업 폐지로 인해 철도역으로는 폐역 처리가 되었다.

## 타는 곳
| 1 | ■ 게센누마 선 | 하행 | 미나미케센누마 · 게센누마 방면  |
| 2 | ■ 게센누마 선 | 상행 | 마에야치 · 고고타 · 센다이 방면 |
| 2 | ■ 게센누마 선 | 하행 | 미나미케센누마 · 게센누마 방면  |

## 이용 현황
| 연도     | 1일 평균 | 연도     | 1일 평균 |
| 2000년도 | 478      | 2008년도 | 380      |
| 2001년도 | 456      | 2009년도 | 360      |
| 2002년도 | 429      | 2010년도 | 329      |
| 2003년도 | 397      | 2011년도 | 영업중단 |
| 2004년도 | 397      | 2012년도 | 영업중단 |
| 2005년도 | 409      | 2013년도 | 203      |
| 2006년도 | 411      | 2014년도 | 217      |
| 2007년도 | 404      |          |          |
| -------- | -------- | -------- | -------- |

## 역 주변
- 국도 제45호선 · 국도 제346호선
- 게센누마 시립 모토요시 병원

## 인접 역
| 게센누마 선                  | 게센누마 선   | 게센누마 선              |
| ---------------------------- | ------------- | ------------------------ |
| 리쿠젠코이즈미 마에야치 방면 | ■ 게센누마 선 | 고가네자와 게센누마 방면 |